# 兵庫県道468号明神安乎線
兵庫県道468号明神安乎線（ひょうごけんどう468ごう みょうじんあいがせん）は、兵庫県淡路市から洲本市に至る一般県道である。

## 概要
淡路市草香北から洲本市安乎町平安浦に至る。

### 路線データ
- 起点：淡路市草香北（兵庫県道31号福良江井岩屋線交点）
- 終点：洲本市安乎町平安浦（国道28号交点）
- 総延長：11.623 km
- 事前通行規制区間[1]：淡路市明神 - 淡路市山田乙・淡路市木曽上 - 洲本市安乎町宮野原

## 路線状況

### 重複区間
- 兵庫県道466号鮎原江井線（淡路市山田甲）
- 兵庫県道465号多賀洲本線（淡路市入野）
- 兵庫県道66号大谷鮎原神代線（淡路市木曽下 - 淡路市木曽上）
- 兵庫県道469号上内膳塩尾線（淡路市下司）

## 地理

### 通過する自治体
- 淡路市
- 洲本市
- 淡路市
- 洲本市

### 交差する道路
| 交差する道路                            | 市町村名 | 交差する場所 | 交差する場所 |
| --------------------------------------- | -------- | ------------ | ------------ |
| 兵庫県道31号福良江井岩屋線              | 淡路市   | 草香北       | 起点         |
| 兵庫県道466号鮎原江井線 重複区間起点    | 淡路市   | 山田甲       |              |
| 兵庫県道466号鮎原江井線 重複区間終点    | 淡路市   | 山田甲       |              |
| 兵庫県道465号多賀洲本線 重複区間起点    | 淡路市   | 入野         |              |
| 兵庫県道465号多賀洲本線 重複区間終点    | 淡路市   | 入野         |              |
| 兵庫県道66号大谷鮎原神代線 重複区間起点 | 淡路市   | 木曽下       |              |
| 兵庫県道467号木曽上中田線               | 淡路市   | 木曽上       |              |
| 兵庫県道66号大谷鮎原神代線 重複区間終点 | 淡路市   | 木曽上       |              |
| 兵庫県道469号上内膳塩尾線 重複区間起点  | 淡路市   | 下司         |              |
| 兵庫県道469号上内膳塩尾線 重複区間終点  | 淡路市   | 下司         |              |
| 国道28号                                | 洲本市   | 安乎町平安浦 | 終点         |

### 沿線
- 淡路山田郵便局
- 智禅寺
- 安養寺
- 恵日寺
- E28 神戸淡路鳴門自動車道 安乎BS
- 蓮花寺
- 宝生寺